# 科因 (內華達州)
科因（英語：Coin）是位於美國內華達州埃爾科縣的非建制地區。

## 地理
科因所處的海拔為高於海平面1558米（即5112英呎），而該地所採用的時區為UTC-8，即太平洋时区（PST）。同時該地設有夏令時間，為UTC-8調快一小時，即UTC-7（PDT）。